# 마세 슈이치
마세 슈이치(일본어: 間瀬 秀一, 1973년 10월 22일 ~ )는 일본의 전 축구 선수이자 현 축구 지도자로 현재 몽골 축구 국가대표팀 및 몽골 U-23 축구 국가대표팀의 감독직을 겸하여 맡고 있다.

## 클럽 경력
1973년 10월 22일 일본 미에현 욧카이치시 출신으로 1997년 당시 미국 USISL D-3 프로리그팀이었던 로스앤젤레스 히어로즈 입단을 통해 프로에 데뷔한 이후 2000년 은퇴할 때까지 과테말라(데포르티보 아마티틀란, 데포르티보 믹틀란), 엘살바도르(CD 산루이스), 크로아티아(NK 슈판스코, NK 슬라보낙 CO, NK 노발리야, NK 트르니예) 등의 클럽에서 리그 통산 76경기 31골을 기록했고 특히 2000년 크로아티아의 NK 노발리야에서 리그 17경기 10골을 기록하며 개인 커리어 최다 출장 기록 및 득점 기록을 남겼다.

## 지도자 경력
선수 은퇴 후 2007년까지 제프 유나이티드 이치하라 지바의 코치로 지도자 커리어를 시작한 뒤 2010년부터 2013년까지 파지아노 오카야마, 도쿄 베르디 등에서 코치 생활을 이어갔으며 이후 2015년 1월 모친의 고향팀인 블라우블리츠 아키타의 감독으로 취임하여 2016 시즌 J3리그 4위의 성적을 이끌었다.
그 후 2017년 에히메 FC의 감독을 맡았으나 J2리그 2017 시즌과 J2리그 2018에서 각각 15위와 18위의 초라한 성적에 그치면서 2018 시즌 이후 경질된 뒤 다시 블라우블리츠 아키타의 감독으로 복귀하여 J3리그 2019 8위의 성적을 거두었으며 2021년 4월 10일 아시아 축구 최약체팀인 몽골 A대표팀 및 U-23 대표팀의 사령탑으로 선임되어 이후 자신의 조국에서 열린 키르기스스탄과의 2022년 FIFA 월드컵 아시아 지역 2차 예선 F조 최종 8차전에서 국가대표팀 감독 데뷔전을 치러 팀의 1-0 승리와 함께 2023년 AFC 아시안컵 3차 예선 진출을 지휘했다.

## 기타
자신의 모국어인 일본어를 비롯해 크로아티아어, 영어, 스페인어, 포르투갈어 등에 상당히 능통하며 축구계에서 통역사로 근무했던 경험으로 인하여 '일본의 무리뉴'라는 별명으로 불리고 있다.